# 노부나가 콘체르토
《노부나가 콘체르토》(일본어: 信長協奏曲)는 이시이 아유미의 만화 작품이다.
《월간 소년 선데이》(쇼가쿠칸) 창간호(2009년)부터 연재 중이다. 제57회 쇼가쿠칸 만화상 소년 부문 수상. 〈전국 서점원이 고른 추천 코믹 2012〉, 7위.

## 줄거리
공부에 자신이 없는 평범한 고등학생 사부로는, 어느날 갑자기 센고쿠 시대, 덴분 18년(1549년)으로 타임 슬립하게 된다. 처음 떨어진 장소에서 우연히 오다 노부나가를 만나고, 그에게서 병약한 자신을 대신해 오다 노부나가로서 살아갈 것을 부탁받아, 노부나가로서 살아가게 된다.

## 등장인물
★은 타임 슬립해온 인물을 나타낸다.

### 오다가(家)
사부로(오다 노부나가) ★
목소리 - 미야노 마모루 (사부로)
본작의 주인공.
아케치 미츠히데
목소리 - 카지 유키 (오다 노부나가)
진짜 오다 노부나가.
키쵸
목소리 - 미즈키 나나
노부나가의 정실. 사이토 도산의 딸.
오이치
목소리 - 유키 아오이
노부나가의 여동생.
오다 노부히데
오와리국 다이묘. 노부나가, 노부유키의 아버지.
오다 노부유키
목소리 - 우치야마 코키
노부나가의 남동생.
오다 나가마스
노부나가의 남동생.
히라테 마사히데
목소리 - 키요카와 모토무
오다가(家) 필두 숙로.
이케다 츠네히코
목소리 - 오키츠 카즈유키
오다가(家)의 가신.
시바타 카츠이에
목소리 - 코야마 리키야
전 오다가(家) 숙로.
마에다 토시이에
목소리 - 아사누마 신타로
오다가(家)의 가신.
삿사 나리마사
목소리 - 미야케 켄타
오다가(家)의 가신.
키노시타 토키치로→하시바 히데요시
목소리 - 나카무라 유이치
이마가와 요시모토의 간자로서 등장.
타쿠겐
목소리 - 오가타 켄이치

타케나카 한베에
목소리 - 사쿠라이 타카히로
오다가(家)의 가신.
타케나카 시게노리
오다가(家)의 가신.
호리 히데마사
오다가(家)의 가신.
호소카와 후지타카

모리 요시나리
목소리 - 스기사키 료
오다가(家)의 가신.
모리 나가요시
목소리 - 요시노 히로유키
요시나리의 차남.
모리 나리토시
목소리 - 무라세 아유무
요시나리의 삼남.
니와 나가히데
목소리 - 타카하시 신야
오다가(家)의 가신.
도요토미 히데나가

야나다 마사츠나
전 농민.
하치스카 마사카츠
목소리 - 마츠야마 타카시
미노의 토호.
야스케 ★
노부나가(사부로)의 보디가드.
유키
키쵸의 시녀.

### 센고쿠 다이묘와 그 가신, 무로마치 막부 장군
도쿠가와 이에야스
목소리 - 후쿠야마 준, 마스 노조미(타케쵸 시절)
미카와의 다이묘.
혼다 타다카츠
토쿠가와가(家) 가신. 토쿠가와 사천왕 중 1명.
사카키바라 야스마사
토쿠가와가(家) 가신. 토쿠가와 사천왕 중 1명.
혼다 타다자네.
토쿠가와가(家) 가신. 타다카츠의 숙부.
나츠메 요시노부
토쿠가와가(家) 가신.
사이토 도산 ★
목소리 - 아키모토 요스케
미노의 대명.
사이토 요시타츠
목소리 - 하마다 켄지
도산의 아들로, 키쵸의 오빠.
사이토 타츠오키
도산의 아들.
아시카가 요시테루
무로마치 막부 13대 장군.
아시카가 요시아키
목소리 - 스기타 토모카즈
무로마치 막부 15대 장군.
아자이 나가마사
목소리 - 키무라 료헤이
기타 오미의 다이묘. 오이치의 남편으로, 노부나가의 의제.
아자이 히사마사
나가마사의 아버지.
엔도 나오츠네
아자이가(家)의 숙로.
마츠나가 히사히데 ★
목소리 - 쿠로다 타카야
야마토의 대명.
쿠츠키 모토츠나
쿠츠키 촌의 영주.
우에스기 켄신
에치고의 다이묘. 유키의 고용주.
우노
유키의 언니.
토키마루
켄신의 닌자.
타케다 신겐
카이의 다이묘.

### 그 외
루이스 프로이스
포르투갈의 선교사.

## 단행본
- 이시이 아유미 《노부나가 콘체르토》 쇼가쿠칸 〈월간 소년 선데이 코믹스〉, 기간 13권
  1. 2009년 11월 17일 ISBN 978-4-09-122100-1
  2. 2010년 3월 17일 ISBN 978-4-09-122225-1
  3. 2010년 8월 17일 ISBN 978-4-09-122547-4
  4. 2011년 2월 15일 ISBN 978-4-09-122737-9
  5. 2011년 8월 17일 ISBN 978-4-09-123128-4
  6. 2012년 2월 15일 ISBN 978-4-09-123478-0
  7. 2012년 8월 15일 ISBN 978-4-09-123756-9
  8. 2013년 2월 12일 ISBN 978-4-09-124117-7
  9. 2013년 8월 12일 ISBN 978-4-09-124394-2
  10. 2014년 5월 12일 ISBN 978-4-09-124594-6
  11. 2014년 9월 12일 ISBN 978-4-09-125189-3
  12. 2015년 4월 12일 ISBN 978-4-09-126028-4
  13. 2016년 1월 12일 ISBN 978-4-09-127004-7

## 애니메이션
2014년 7월부터 9월까지 방송되었다.

### 스태프
- 원작 - 이시이 아유미
- 프로듀서 - 오자키 노리코
- 애니메이션 프로듀서 - 타카하시 미카
- 협력 프로듀서 - 무라세 켄
- 기획 협력 - 사와베 노부마사, 비젠지마 미키히토
- 원작 협력 - 이치하라 타케노리 (월간 소년 선데이 편집부)
- 감독 - 후지카와 유스케
- 각본 - 타카하시 나츠코
- 미술 감독 - 쿠마모토 사야카
- 액션 감독 - 요코야마 마코토
- 사운드 디자인 - 콘도 타카시
- 음향 효과 - 오오츠카 토모코
- 음악 - 요코야마 마사루
- 내레이션 - 오구리 슌
- 제작 저작 - 후지 TV

### 주제가
〈불가역 리플레이스〉
작사·작곡·노래 - MY FIRST STORY

### 각 화 리스트
| 화 수  | 부제                    | 그림 콘티       | 연출            |
| ------ | ----------------------- | --------------- | --------------- |
| 제1화  | 사부로 노부나가         | 후지카와 유스케 | 후지카와 유스케 |
| 제2화  | 간사                    | 모리타와 준페이 | 모리타와 준페이 |
| 제3화  | 미노와 마무시           | 마츠다 케이타   | 마츠다 케이타   |
| 제4화  | 오케하자마의 싸움       | 후지카와 유스케 | 후지카와 유스케 |
| 제5화  | 러브 레터               | 모리타와 준페이 | 모리타와 준페이 |
| 제6화  | 아케치 미츠히데         | 마츠다 케이타   | 마츠다 케이타   |
| 제7화  | 노부나가를 베어 죽여라! | 후지카와 유스케 | 후지카와 유스케 |
| 제8화  | 설마했던 배신           | 모리타와 준페이 | 모리타와 준페이 |
| 제9화  | 나무 딸기의 길          | 마츠다 케이타   | 마츠다 케이타   |
| 제10화 | 두 명의 노부나가        | 후지카와 유스케 | 후지카와 유스케 |

## 텔레비전 드라마
2014년 10월 13일부터 12월 22일까지 후지 TV에서 월요일 21:00 ~ 21:54에 방송되었다. 주연은 오구리 슌.

### 캐스트
오다가(家)
- 사부로/오다 노부나가 - 오구리 슌
- 오다 노부나가/아케치 미츠히데 - 오구리 슌 (2역)
- 키쵸 - 시바사키 코우 (어린 시절:히라사와 코코로/소녀 시절:아카기 크레아)
- 이케다 츠네오키 - 무카이 오사무 (어린 시절:나카노 카이세이)
- 덴지로→키노시타 토키치로 - 야마다 타카유키
- 타케나카 한베에 - 후지키 나오히토 (우정 출연)
- 마에다 이누치요→마에다 토시이에 - 후지가야 타이스케 (Kis-My-Ft2)
- 유키 - 카호
- 시바타 카츠이에 - 타카시마 마사히로
- 마츠다이라 모토야스→토쿠가와 이에야스 - 하마다 가쿠
- 모리 요시나리 - 모리시타 요시유키
- 니와 나가히데 - 사카타 마사노부
- 삿사 나리마사 - 아베 신노스케
- 타쿠겐 - 덴덴

#### 각 화 출연
제1화
- 오다 노부유키 - 야기라 유야
- 오다 노부키요 - 마로 아카지
- 단조 - 사오토메 타이치 (제2 ~ 4화)
- 쥬헤이 - 사와베 유
- 오다 노부히데 - 단 지로
- 마타하치 - 코다마 라이신
- 아리사 - 이이토요 마리에
- 사이토 요시타츠 - 아라이 히로후미 (제2화)
- 사이토 도산 - 니시다 토시유키 (제2화)

제2화
- 이마가와 요시모토 - 나마세 카츠히사 (제3화)
- 츠루타 시노부
- 니시나 타카시

제3화
- 오하루 - 마에다 아츠코
- 촌장 - 마에다 긴

제4화
- 이치 - 미즈하라 키코 (제5 ~ 최종화)
- 사이토 타츠오키 - 마미야 쇼타로
- 오다가(家) 가신 - 카루베 신이치 (후지 TV 아나운서)
- 하치스카 코로쿠 - 카츠야 (제7 ~ 최종화)
- 타케나카 시게노리 - 카미야마 류지 (제5 ~ 최종화)
- 모리 카츠조→모리 나가요시 - 코미에 카이토 (제4화), 키타무라 타쿠미 (제8 ~ 최종화)
- 모리 란마루 - 타나카 유타 (제4화), 타나카 카나우 (제8 ~ 9화)

제5화
- 아자이 나가마사 - 타카하시 잇세이 (제6 ~ 최종화)
- 아자이 히사마사 - 무라이 쿠니오 (제6 ~ 최종화)

제6화
- 마츠나가 단죠 히사히데 - 후루타 아라타 (제8 ~ 9·최종화)
- 아시카가 요시아키 - 호리베 케이스케 (제7·9 ~ 10화)
- 아사쿠라 요시카게 - 코이치 만타로 (제7 ~ 8·10 ~ 최종화)
- 호소카와 후지타카 - 이치카와 토모히로 (제7·9 ~ 10화)

제8화
- 상인 - 이케다 테츠히로

제9화
- 루이스 프로이스 - 니콜라스 페타스

제10화
- 코이즈미 - 키노시타 호카

### 스태프
- 원작 - 이시이 아유미
- 각본 - 니시다 마사후미, 오카다 미치타카, 우야마 케이스케, 토쿠나가 유이치
- 음악 - ☆Taku Takahashi (m-flo/Tachytelic inc./block.fm)
- 연출 - 마츠야마 히로아키, 카나이 히로시, 하야시 토오루, 시나다 슌스케
- 주제가 - Mr.Children 〈발소리~Be Strong〉 (토이즈 팩토리)
- 촬영 - 에하라 쇼지
- 조명 - 스기모토 타카시
- 음성 - 시오세 마사히코
- 편집 - 히라카와 세이지
- 프로듀스 - 무라세 켄, 하토리 켄이치
- 제작 저작 - 후지 TV

### 방송 일자
| 각 화                                                       | 방송일           | 부제                                                                                    | 각본                            | 연출              | 시청률 |
| ----------------------------------------------------------- | ---------------- | --------------------------------------------------------------------------------------- | ------------------------------- | ----------------- | ------ |
| 제1화                                                       | 2014년 10월 13일 | 고교생이 센고쿠에!? 스니커로 살아 남아라!! 센고쿠에서 발견한 청춘, 우정, 두근두근, 사랑 | 니시다 마사후미                 | 마츠야마 히로아키 | 15.8%  |
| 제2화                                                       | 10월 20일        | 학생복VS경관 제복!! 기적의 만남이 운명을 바꾸다!!                                       | 니시다 마사후미                 | 마츠야마 히로아키 | 13.5%  |
| 제3화                                                       | 10월 27일        | 센고쿠의 하늘에 불꽃!? 사부로 오케하자마 전기!                                          | 오카다 미치타카                 | 카나이 히로시     | 12.5%  |
| 제4화                                                       | 11월 3일         | 티끌도 모으면 길이 된다! 사루의 하룻밤 성 대작전                                        | 우야마 케이스케                 | 하야시 토오루     | 14.6%  |
| 제5화                                                       | 11월 10일        | 반지에 맡기는 마음…센고쿠의 법규와 이루어지지 않는 사랑                                 | 오카다 미치타카 우야마 케이스케 | 카나이 히로시     | 11.6%  |
| 제6화                                                       | 11월 17일        | 괴물이 왔다! 전국 지명 수배의 서장                                                      | 우야마 케이스케                 | 마츠야마 히로아키 | 11.9%  |
| 제7화                                                       | 11월 24일        | 배반의 총탄!! 맞은 아픔은, 마음의 아픔…센고쿠에서 살아간다는 것                         | 토쿠나가 유이치 우야마 케이스케 | 하야시 토오루     | 10.5%  |
| 제8화                                                       | 12월 1일         | 안녕, 친구여. 센고쿠에 흩어지는 목숨…아버지의 마음은 시간을 넘어서…                     | 우야마 케이스케 오카다 미치타카 | 시나다 슌스케     | 11.8%  |
| 제9화                                                       | 12월 8일         | 두 명의 노부나가! 원숭이에게 비밀이 들통나는 때                                         | 토쿠나가 유이치                 | 카나이 히로시     | 11.1%  |
| 제10화                                                      | 12월 15일        | 가짜는 추방해라! 주군을 위하여 죽어간 자들에게…                                         | 오카다 미치타카 우야마 케이스케 | 하야시 토오루     | 11.4%  |
| 최종화                                                      | 12월 22일        | 최종회 15분 확대 스페셜 벗과의 약속! 500년 후의 미래를 위해서…                          | 우야마 케이스케 오카다 미치타카 | 마츠야마 히로아키 | 10.7%  |
| 평균 시청률 12.5% (시청률은 칸토 지구·비디오 리서치사 조사) |                  |                                                                                         |                                 |                   |        |

- 첫회는 30분 확대 (21:00 ~ 22:24).
- 제2·최종화는 15분 확대 (21:00 ~ 22:09).

| 후지 TV 월요일 밤 9시 드라마        | 후지 TV 월요일 밤 9시 드라마                | 후지 TV 월요일 밤 9시 드라마                         |
| 이전 작품                           | 작품명                                      | 다음 작품                                            |
| ----------------------------------- | ------------------------------------------- | ---------------------------------------------------- |
| HERO(제2기) (2014.7.14 ~ 2014.9.22) | 노부나가 콘체르토 (2014.10.13 ~ 2014.12.22) | 데이트~사랑이란 어떤 것일까~ (2015.1.19 ~ 2015.3.23) |

## 영화
2016년 1월 23일에 일본에서 개봉하였다. 주연 오구리 슌 외에, 주요 캐스트는 실사 드라마판과 같은 배우들이 연기한다. 스토리면에서는 드라마판의 직접적인 속편으로서 〈혼노지〉에 이르는 사부로 (노부나가)의 이야기에 하나의 단락을 붙이는 〈최종장〉이된다.

### 스태프
- 원작 - 이시이 아유미
- 각본 - 니시다 마사후미, 오카다 미치타카, 우야마 케이스케
- 음악 - ☆Taku Takahashi
- 이그제큐티브 프로듀서 - 우스이 히로츠구
- 프로듀서 - 이나바 나오히토, 무라세 켄, 후루고리 신야
- 감독 - 마츠야마 히로아키
- 배급 - 토호
- 제작 프로덕션 - FILM